# 愛がほしいよ
「愛がほしいよ」（あいがほしいよ）は、日本のシンガーソングライター・辻詩音の5枚目のシングル。2011年3月9日にDefSTAR RECORDSから発売された。

## 解説
1stアルバム『Catch!』から10ヶ月ぶり、シングル作品としては「ほしいもの」以来約1年3ヶ月半ぶりのリリース。初回生産盤は『ソウルイーター リピートショー』書き下ろしオリジナルワイドキャップステッカーが付属。
表題曲「愛がほしいよ」は、テレビアニメ『ソウルイーター リピートショー』オープニングテーマになっており、通算3曲目となるテレビアニメ主題歌。辻本人によると、『Catch!』リリース後に「何のために歌うのか」と考え、そこから生まれた曲であるという。

## 収録曲
全作詞・作曲：辻詩音
1. 愛がほしいよ [3:55]
  - 編曲：mw
  - TX系テレビアニメ『ソウルイーター リピートショー』オープニングテーマ。
2. 名前もしらない君に [4:10]
  - 編曲：楊慶豪
  - 辻が初めてタイを訪れた際に受けたインスピレーションをもとに製作した楽曲[2]。
3. レインソング -Pianission- [6:03]
  - 編曲：楊慶豪
  - 1stアルバム『Catch!』収録の同名曲のアレンジバージョン。
4. 愛がほしいよ -SOUL EATER TV SIZE ver.- [1:29]
  - 『ソウルイーター リピートショー』作中で流されているショートバージョン。
5. 愛がほしいよ -instrumental-